# Wereldkampioenschappen wielrennen 1924
Het wereldkampioenschap wielrennen op de weg van 1924 werd gehouden in Parijs. Het wereldkampioenschap op de weg vond plaats op 2 augustus en was nog steeds voorbehouden voor amateurs.
De wedstrijd was 180 kilometer lang en ging voor een groot gedeelte over grindwegen, zodat er zeer veel lekke banden waren. De Nederlander Jan Maas reed bijvoorbeeld 7 maal lek; hij eindigde op de twintigste plaats op bijna 47 minuten van de winnaar. De Belg Henri Hoevenaers moest door herhaaldelijke bandenpech opgeven.

## Uitslag
| Plaats | Renner             | Land                | Tijd                 |
| ------ | ------------------ | ------------------- | -------------------- |
| 1      | André Leducq       | Frankrijk           | 5 u. 30 min. 34 sec. |
| 2      | Otto Lehner        | Zwitserland         | 5 u. 31 min. 36 sec. |
| 3      | Armand Blanchonnet | Frankrijk           | 5 u. 34 min. 27 sec. |
| 04     | Libero Ferrario    | Italië              | niet bekend          |
| 05     | Georges Wambst     | Frankrijk           | "                    |
| 06     | Georges Antenen    | Zwitserland         | "                    |
| 07     | Arturo Bresciani   | Italië              | "                    |
| 08     | Alfons De Cat      | België              | "                    |
| 09     | Jean Van den Bosch | België              | "                    |
| 10     | Eric Pilcher       | Verenigd Koninkrijk | "                    |

Frankrijk won het landenklassement voor Italië en Zwitserland.